# المعاهدة الألمانية البلغارية (1915)

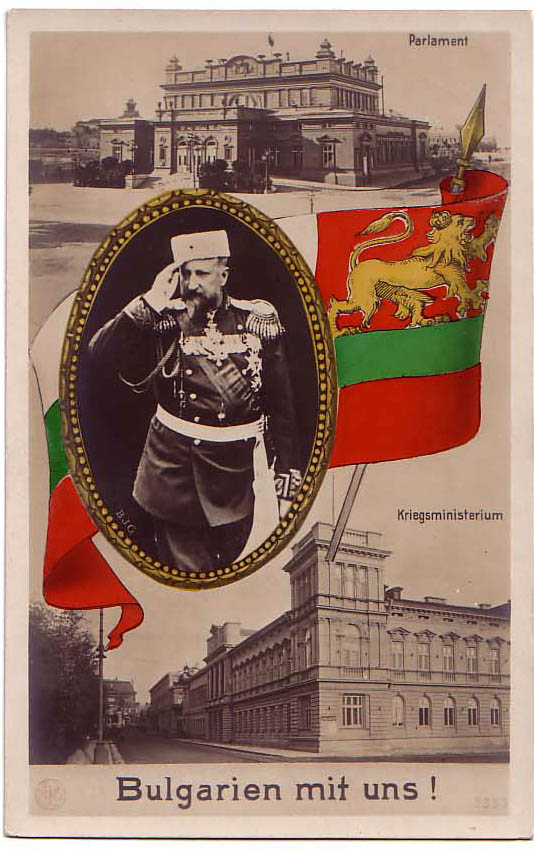
بلغاريا معنا – بطاقة بريدية ألمانية تخلد ذكرى دخول بلغاريا في الحرب.

معاهدة الصداقة والتحالف بين بلغاريا وألمانيا كانت معاهدة عسكرية سرية تم توقيعها في 6 سبتمبر (بالتقويم القديم 24 أغسطس 1915) بين مملكة بلغاريا والإمبراطورية الألمانية، مما أدى إلى إنشاء تحالف بين القوتين.  بالإضافة إلى تحالف بلغاريا مع قوى المركز، منحت المعاهدة بلغاريا التوسع الإقليمي تجاه صربيا. 